# ジャヌィベク・バキエフ
ジャヌィベク・バキエフ（ロシア語: Жаныш Бакиев, ラテン文字転写: Janysh Bakiyev、1959年 - ）は、キルギスの政治家、内務官僚。クルマンベク・バキエフ大統領の弟で、身辺警護を担当する国家警護庁の元長官。少将。名前は、ジャヌィシュともいう。

## 経歴
1977年～1980年、ソ連内務省カラガンダ高等民警学校で学ぶ。
- 1980年～1983年 – 未成年者事件担当刑事捜索監察官
- 1983年～1985年 – オシ市執行委員会内務課刑事捜索課副課長
- 1985年～1989年 - カラスイスキー地区執行委員会内務課刑事捜索課長
- 1989年～1990年 - バザール・コルゴンスキー地区執行委員会内務課刑事捜索グループ先任捜査係
- 1990年～1991年 - バザール・コルゴンスキー地区執行委員会内務課副課長
- 1991年～1992年 - キルギス内務省組織犯罪対策局オシ州内務課先任捜査係
- 1992年～1993年 - 内務省組織犯罪対策局オシ州内務課副課長
- 2000年～2001年 - 内務省麻薬ビジネス対策局長
- 2001年～2004年4月30日 - 内務省輸送機関内務総局長

2005年春、チューリップ革命に参加し、南部野党の活動を調整した。同年8月、兄のジュスプベクと共に、共和国労働・統一党を組織。2005年～2006年、ジャララバード州内務局長。
2006年3月～9月13日、キルギス国家保安庁第一次官となり、防諜を担当した。同時に、駐上海協力機構地域対テロ機構会議常任代表を兼任。野党議員オムルベク・テケバエフを陥れるために、彼の荷物にヘロインを隠したことで解任される。
国務からの解任後の2006年10月に共和国労働・統一党に入党し、2007年2月、同党の政治会議議員となる。2007年～2008年、ジュスプ・バキエフ名称社会慈善財団と「安全と法秩序」財団の総裁。
2008年6月、国家警護庁長官に任命。
2010年キルギス騒乱後の2010年4月7日、国家警護庁長官を解任され、集会への発砲の責任を問われて指名手配された。

## パーソナル
妻帯、4児を有する。兄クルマンベクは大統領。
「民警優秀者」の称号を2度受章。バトケン事件に対して、優秀な勤務に対するメダルと名誉賞状を授与された。
法学科学準博士。